# جيمس هاميلتون (لاعب كريكت)
جيمس هاميلتون (بالإنجليزية: James Hamilton)‏ (16 مايو 1843 - 23 يوليو 1881 في أستراليا) هو لاعب كريكت أسترالي. لعب مع فريق تسمانيا للكريكت.

## وصلات خارجية
- جيمس هاميلتون (لاعب كريكت) على موقع إي آس بي آن كريك إنفو (الإنجليزية)